# Roman Trekel

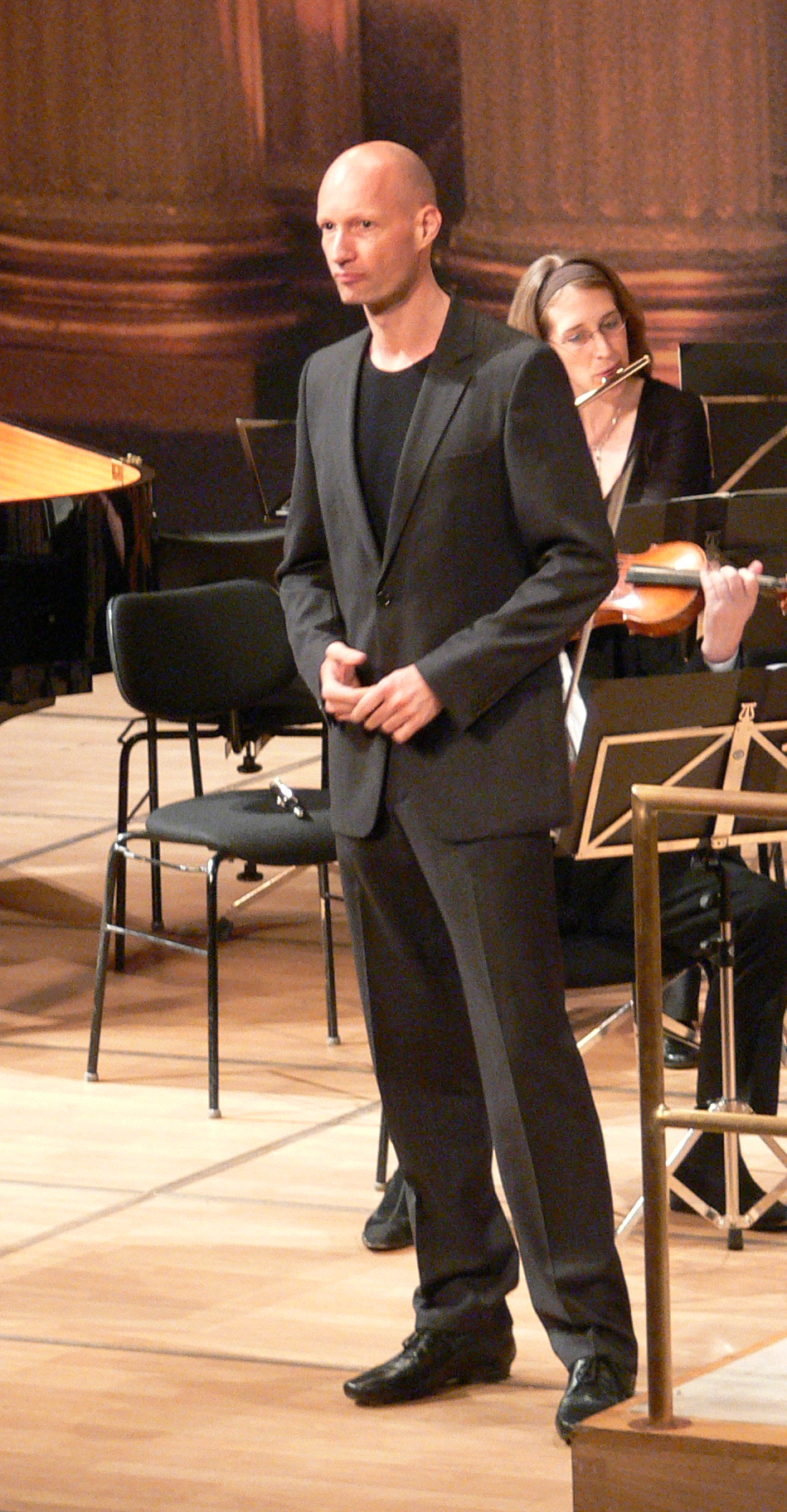
Roman Trekel

Roman Trekel (* 1963 in Pirna bei Dresden) ist ein deutscher Opern- und Liedsänger (lyrischer Bariton).

## Leben
Roman Trekel wurde als Sohn der Mezzosopranistin Ute Trekel-Burckhardt und des Bassisten Jürgen Trekel geboren. Er studierte zunächst Oboe. Von 1980 bis 1986 studierte er an der Hochschule für Musik in Berlin bei Kammersänger Heinz Reeh Gesang.
Nach Abschluss des Studiums wechselte er bis 1988 in das Opernstudio der Berliner Staatsoper und von dort ins Ensemble, dem er noch heute angehört. Außerdem absolvierte er Meisterkurse bei Dietrich Fischer-Dieskau.
Seit 1989 lehrt er an der Hochschule für Musik „Hanns Eisler“ Berlin und seit 1996 singt er regelmäßig bei den Bayreuther Festspielen.
Er singt Opernpartien, Lieder und Sinfoniekonzerte. Sein Repertoire umfasst Titel- und Hauptpartien aus Opern Mozarts, Verdis, Puccinis und Tschaikowskis ebenso wie aus Werken von Wagner und Strauss.
Außerdem hat er sich einen Namen als Liedinterpret gemacht, unter anderem mit Werken von Franz Schubert, Hugo Wolf und Johannes Brahms. In diesem Zusammenhang geht er einer umfangreichen Konzerttätigkeit nach.
2000 wurde ihm vom Senat von Berlin der Titel Berliner Kammersänger verliehen.

## Diskographie (Auswahl)
- Der komplette CD-Überblick bei www.romantrekel.de
- Franz Schubert: Schwanengesang mit Oliver Pohl, OehmsClassics
- Franz Schubert: Die Schöne Müllerin mit Oliver Pohl, OehmsClassics
- Franz Schubert: Winterreise mit Ulrich Eisenlohr, Klavier, Naxos, 1999
- Franz Schubert: Winterreise mit Oliver Pohl, Klavier, OehmsClassics, 2008
- Peggy Glanville-Hicks: Sappho mit dem Orquestra Gulbenkian unter der Leitung von Jennifer Condon, Toccata Classics, 2012